# Андріївка (Горлівський район)
Андрі́ївка — селище Сніжнянської міської громади Горлівського району Донецької області, Україна. Розташоване на річці Глуха за 81 км від Донецька. Відстань до Сніжного становить близько 13 км і проходить автошляхом місцевого значення.

## Історія
Станом на 1873 рік у слободі, центрі Андріївської волості Міуського округу Області Війська Донського, мешкало 578 осіб, налічувалось 94 дворових господарства, 25 плугів, 45 коней, 102 пари волів, 432 вівці.
За переписом 1897 року кількість мешканців зросла до 628 осіб (320 чоловічої статі та 308 — жіночої), з яких 626 — православної віри.

## Населення

### Мова
Розподіл населення за рідною мовою за даними перепису 2001 року:
| Мова            | Кількість | Відсоток |
| --------------- | --------- | -------- |
| українська      | 1696      | 73.87%   |
| російська       | 593       | 25.83%   |
| білоруська      | 1         | 0.04%    |
| інші/не вказали | 6         | 0.26%    |
| Усього          | 2296      | 100%     |

За даними перепису 2001 року населення селища становило 2296 осіб, із них 73,87 % зазначили рідною мову українську, 25,83 %— російську та 0,04 %— білоруську мову.

## Соціальна сфера
На території селища розташовані:
- Веселянська ЗОШ 1-ІІ ступенів;
- клуб ім. Корнійчука на 100 посадкових місць;
- філія бібліотеки (розташована в будівлі клубу);
- 6 приватних торгових магазинів;
- Сніжнянський психоневрологічний інтернат.